# 怀远郡
怀远郡，中国南北朝时设置的郡。
北周建德三年（574年）以饮汗城置怀远郡，治所在怀远县（今宁夏回族自治区银川市东黄河西岸），辖境约当今宁夏银川、永宁县、贺兰县及青铜峡市、石嘴山市部分地区，属于灵州。怀远县有盐池三所。隋文帝开皇三年（583年）废怀远郡，下辖诸县归属灵州。